# أنطور أزغب
أنطور أزغب (الاسم العلمي:Anthurium puberulum) هو نوع من النباتات يتبع جنس الأنطور من الفصيلة اللوفية.